# Фок, Александр Борисович
Алекса́ндр Бори́сович Фок (12 мая 1763 — 3 апреля 1825) — российский командир эпохи наполеоновских войн, генерал-лейтенант Русской императорской армии.

## Биография
Потомок древней голландской дворянской фамилии, переселившейся в XVI веке в Голштинию, а оттуда, в царствование Елизаветы Петровны, в Россию. Родился 12 (23) мая 1763 года в семье главного садовника придворного ведомства; младший брат генерал-лейтенанта Б. Б. Фока.
Первоначально Фок был определен в Коллегию иностранных дел, но вскоре перешёл на военную службу и в 1780 году был зачислен сержантом в бомбардирский полк, а оттуда, три года спустя, переведен с производством в штык-юнкеры в 1-й бомбардирский батальон.

В рядах последнего он с участвовал в военных действиях против Турции 1788 года, при осаде и взятии приступом Очакова, а в 1789 году, по переводе в финляндскую армию, находился в сражался против шведов. Был награждён орденом Св. Георгия 4-го класса № 452 
За храбрые и мужественные подвиги, оказанные им в сражении с неприятелем во время шведской войны.
27 мая 1792 года выступил на усмирение мятежа в Польшу. Здесь он участвовал в сражениях при Столбцах и Мире и 31 июля 1794 года содействовал огнём своих орудий отходу конфедератов из полевых укреплений и взятию Вильны, был ранен.
По окончании войны, награждённый чином майора, Фок был вызван в Петербург, где, в числе других артиллерийских офицеров, ему было поручено формирование новой в то время для России конной артиллерии. По сформировании конно-артиллерийского батальона, Фок получил в командование одну из его рот.
10 сентября 1799 года, с производством в генерал-майоры, Фок был назначен начальником артиллерийских гарнизонов, расположенных в Финляндии, и в этой должности оставался до 26 января 1800 года, когда за недонесение императору Павлу об арестованном офицере был отставлен от службы.
Со вступлением на престол императора Александра I, Фок снова был зачислен, 15 марта 1801 года, на службу и назначен шефом 2-го артиллерийского батальона, сдав который 21 мая 1803 года, он, по Высочайшему повелению, приступил к сформированию 2-го конно-артиллерийского батальона, но 28 декабря того же года вторично вышел в отставку, в которой находился до 10 января 1807 года, когда, возвратившись в ряды действующей армии, занял должность дежурного генерала при графе Беннигсене и выступил деятельным участником в военных операциях против французов.

8 апреля 1807 года был награждён орденом Святого Георгия 3-го класса № 151 
В воздаяние отличнаго мужества и храбрости, оказанных в сражении против французских войск 26-го и 27-го января при Прейсиш-Эйлау.
29 мая 1807 года, в битве при Гейльсбергских высотах, в которой был опасно ранен в грудь и руку, он с особенным мужеством руководил огнём своей артиллерии и руководил атакою конного полка против неприятеля, за что был награждён российским орденом Св. Владимира 2-й степени и прусским орденом Красного орла.
19 апреля 1810 года Фок перешел на должность дежурного генерала к военному министру Барклаю де Толли и явился ближайшим его помощником по подготовке к Отечественной войне; в следующем году принял в командование 18 пехотную дивизию обсервационной армии и 8 апреля 1812 года был назначен начальником штаба десантного корпуса графа Штейнгейля.
По переправе войск корпуса из Свеаборга в Ревель и далее в Ригу, Фок участвовал в сражениях под Далькирхеном, Еккау, Цемален и Гарузен, за отличие в деле под Полоцком против войск французского генерала Корбино произведен, 3 января 1813 года, в генерал-лейтенанты и вслед за взятием Полоцка сражался в битвах под Кубличем, Чашниками и при Студянке, где жестоким огнём артиллерии разрушил мост через Березину и вынудил неприятеля к бегству.
Последним штрихом участия Фока в войне 1812 года стало преследование отрядами генералов Шепелева и Ридигера остатков армии Наполеона до Кёнигсберга, после чего, по расстроенному здоровью, Фок вынужден был взять отпуск и вернуться в Санкт-Петербург.
Числясь по армии, Фок 29 декабря 1819 года был по личному прошению уволен в почётную отставку и больше на службу не возвращался.
Умер 3 (15) апреля 1825 года и был похоронен в Мартышкине (ныне — территория города Ломоносова).